# Ctenus uluguruensis
Ctenus uluguruensis là một loài nhện trong họ Ctenidae.
Loài này thuộc chi Ctenus. Ctenus uluguruensis được Pierre L. G. Benoit miêu tả năm 1979.